# Nagroda sułtana Kabusa za działania na rzecz ochrony środowiska
Nagroda sułtana Kabusa za działania na rzecz ochrony środowiska – nagroda przyznawana co dwa lata przez Organizację Narodów Zjednoczonych do spraw Oświaty, Nauki i Kultury (UNESCO) w celu uhonorowania osób bądź instytucji działających na rzecz ochrony środowiska. Nagrodę ufundował w 1989 roku sułtan Omanu Kabus ibn Sa’id, była pierwszą w historii tego typu nagrodą przyznawaną z inicjatywy środowisk arabskich. Po raz pierwszy przyznano ją w 1991 roku.

## Wybór laureatów
Kandydatury do zdobycia nagrody zgłaszać mogą wyłącznie państwa członkowskie UNESCO, organizacje międzynarodowe oraz organizacje pozarządowe, którym przyznano status konsultanta UNESCO. Inne instytucje oraz pojedyncze osoby mogą zgłaszać swoich kandydatów do narodowych komitetów ds. UNESCO, które mogą uczynić z nich oficjalnego kandydata danego państwa członkowskiego. Każde państwo bądź uprawniona do tego instytucja może wystawić maksymalnie jedną kandydaturę. Zgłoszenie każdej kandydatury powinno zostać opatrzone specjalnym wnioskiem napisanym w języku francuskim bądź angielskim.
Laureaci nagrody są wybierani przez dyrektora generalnego UNESCO na podstawie rekomendacji pięcioosobowego jury. Członkowie jury są powoływani przez dyrektora generalnego na okres od dwóch do sześciu lat i muszą reprezentować różne regiony geograficzne, jak również spełniać wymóg niezależności. Ich praca nie podlega wynagrodzeniu. Jury zbiera się co dwa lata, zaś na jego czele stoi przewodniczący. Wszelkie decyzje jury podejmuje na zasadzie konsensusu. Obrady prowadzone są w językach francuskim i angielskim.
Nagrody wręczane są przez dyrektora generalnego UNESCO co dwa lata podczas oficjalnej ceremonii organizowanej w ramach Międzynarodowego Forum Naukowego. Nagroda może zostać przyznana maksymalnie trzem osobom bądź instytucjom. W przypadku gdy laureatów jest dwóch lub trzech nagroda jest dzielona równomiernie pomiędzy wszystkich laureatów.

## Finansowanie
Laureaci nagrody otrzymują – poza dyplomem i medalem – 70 tysięcy dolarów amerykańskich na rozwój swojej działalności. Suma ta, jak również koszty związane z wyborem laureatów i organizacją ceremonii wręczenia nagród, są finansowane ze środków przekazanych przez sułtana Kabusa ibn Sa’ida (w wysokości 250 tysięcy USD) oraz państwo Oman (w wysokości 710 tysięcy USD). W skład budżetu wchodzą też dobrowolne darowizny państw, instytucji i osób indywidualnych oraz dotacje przekazywane z budżetu UNESCO.

## Laureaci
Począwszy od 1991 roku odbyło się jak dotąd 13 ceremonii wręczenia nagród, podczas których uhonorowano 20 laureatów.
| Edycja | Rok  | Laureat                                                        | Państwo           | Dokonania |
| ------ | ---- | -------------------------------------------------------------- | ----------------- | --- |
| 1.     | 1991 | Instituto de Ecología A.C.                                     | Meksyk            | wkład w badania naukowe na polu ekologii, konserwacji i zrównoważonego korzystania z surowców naturalnych |
| 2.     | 1993 | Jan Jeník                                                      | Czechy            | aktywny udział w programie Człowiek i Biosfera, popularyzacja postaw ekologicznych i ochrony środowiska |
| 3.     | 1995 | Park Narodowy Jeziora Malawi                                   | Malawi            | wdrażanie szeroko rozwiniętego programu rozwoju regionalnego we współpracy z lokalnymi społecznościami, ochrona różnorodności biologicznej w obrębie jeziora Malawi                                                           |
| 4.     | 1997 | Wydział Nauk o Środowisku przy Uniwersytecie Aleksandryjskim   | Egipt             | prace badawcze na obszarze Rezerwatu Biosfery Omayed |
| 4.     | 1997 | Departament Lasów Sri Lanki                                    | Sri Lanka         | aktywność w ochronie obszarów leśnych, wspieranie zrównoważonego rozwoju lasów, umiejętne zarządzanie plantacjami |
| 5.     | 1999 | Fundacja Charlesa Darwina                                      | Ekwador           | prowadzenie badań z zakresu ochrony środowiska na Wyspach Galapagos, walka z czynnikami zagrażającymi środowisku naturalnemu Wysp Galapagos                                                                                   |
| 6.     | 2001 | Czadyjskie Stowarzyszenie Wolontariuszy dla Ochrony Środowiska | Czad              | popularyzacja ochrony środowiska wśród lokalnej społeczności, mobilizacja dużych grup społeczeństwa w celu ochrony środowiska                                                                                                 |
| 7.     | 2003 | Centrum Ekologii przy Wenezuelskim Instytucie Badań Naukowych  | Wenezuela         | prowadzenie badań naukowych na polu ochrony środowiska na obszarach tropikalnych, promocja ochrony środowiska |
| 7.     | 2003 | Peter Johan Schei                                              | Norwegia          | szeroki udział w programach mających na celu utrzymanie różnorodności biologicznej i zrównoważone korzystanie z surowców naturalnych, odgrywanie roli mediatora w dialogu pomiędzy państwami rozwiniętymi i rozwijającymi się |
| 8.     | 2005 | Zarząd Morskiego Parku Wielkiej Rafy Koralowej                 | Australia         | ochrona środowisko na obszarze Wielkiej Rafy Koralowej |
| 8.     | 2005 | Ernesto Enkerlin                                               | Meksyk            | praca badawcza na polu ekologii i ochrony środowiska |
| 9.     | 2007 | Instytut Utrzymania Różnorodności Biologicznej                 | Etiopia           | badania na polu utrzymania różnorodności biologicznej |
| 9.     | 2007 | Julius Oszlányi                                                | Słowacja          | praca badawcza na polu ochrony obszarów leśnych |
| 10.    | 2009 | Autonomiczny Zarząd Parków Narodowych                          | Hiszpania         | prowadzenie działań na rzecz ochrony bioróżnorodności na obszarze Hiszpanii, wspieranie rozwoju obszarów chronionych w Ameryce Środkowej, Ameryce Południowej, Afryce Północnej oraz Azji Południowo-Wschodniej               |
| 11.    | 2011 | Nigeryjski Instytut Badań Obszarów Leśnych                     | Nigeria           | prowadzenie pionierskich prac nad ochroną obszarów leśnych w Nigerii |
| 12.    | 2013 | Państwowe Gospodarstwo Leśne „Lasy Państwowe”                  | Polska            | zapewnianie zrównoważonego rozwoju obszarów leśnych w Polsce, promocja ochrony środowiska wśród polskiego społeczeństwa |
| 12.    | 2013 | Organizacja Endangered Wildlife Trust                          | Południowa Afryka | wdrażanie innowacyjnych programów ochrony środowiska przy współpracy z lokalną społecznością |
| 13.    | 2015 | Fabio A. Kalesnik                                              | Argentyna         | prace na rzecz ochrony środowiska w ramach funkcjonowania Uniwersytetu Buenos Aires |
| 13.    | 2015 | Horacio Sirolli                                                | Argentyna         | prace na rzecz ochrony środowiska w ramach funkcjonowania Uniwersytetu Buenos Aires |
| 13.    | 2015 | Luciano Iribarren                                              | Argentyna         | prace na rzecz ochrony środowiska w ramach funkcjonowania Uniwersytetu Buenos Aires |